# Plikacja żołądka
Plikacja żołądka – zabieg z dziedziny chirurgii bariatrycznej, polegający na zawijaniu przy pomocy szwów krzywizny większej, przez co zmniejsza się pojemność żołądka.